# 王祚 (崇禎特用)
王祚，字克纘，陝西西安府朝邑縣人，明朝政治人物，賜特用出身。

## 生平
天啓七年（1627年）中丁卯科陕西鄉試舉人，崇禎十三年中殿試乙榜。官慶雲知縣，十六年闖軍圍城，王祚對眾人說：「封疆事重，我備等死耳！寧死城中，勿死城外也。」率把總李傑相持十餘日，圍解。督撫以聞，命未下，丁憂去。甲申之變後，大順朝廷要授與華州知州給他，不應，往外地避亂。